# 那須塩原市立東那須野中学校
那須塩原市立東那須野中学校（なすしおばらしりつ ひがしなすのちゅうがっこう）は、栃木県那須塩原市島方にある公立中学校。

## 沿革

### 年表
- 1947年4月 - 学制改革により東那須野村立東和中学校が設立。
- 1949年11月3日 - 東那須野村立東那須野中学校と改称。
- 1955年1月1日 - 町村合併により黒磯町立東那須野中学校と改称。
- 1970年11月1日 - 市制施行により黒磯市立東那須野中学校と改称。
- 2005年1月1日 - 市町村合併により那須塩原市立東那須野中学校と改称。

## 教育方針
- 教育目標
  - 進んで学ぶ生徒
  - 思いやりのある生徒
  - たくましい生徒

## 通学区域
那須塩原市
- 東那須野区[1]
- 大原間
- 大原間西1-2丁目
- 東小屋
- 山中・大塚
- 佐野
- 三本木
- 木曽畑中

- 沼野田和
- 下中野
- 島方
- 方京
- 方京1-3丁目
- 上中野
- 笹沼
- 北弥六

- 前弥六
- 前弥六南町
- 沓掛
- 沓掛1-2丁目
- 沓掛新田
- 中島
- 北和田
- 波立

- 中内・鹿野崎
- 無栗屋
- 上郷屋
- 百目木
- 塩野崎
- 唐杉
- 塩野崎新田

## 進学前小学校
- 那須塩原市立大原間小学校
- 那須塩原市立波立小学校

## 交通
- JR東北本線（宇都宮線）那須塩原駅より徒歩23分（約1.7km）
- 那須塩原市営バス（ゆーバス）黒磯・西那須野線 東那須野中学校入口バス停より徒歩6分（約490m）